# Jeanine Áñez
Jeanine Áñez Chávez (pronunție în spaniolă [ɟʝaˈnine ˈaɲes]; născută 13 august 1967) este un politician și avocat bolivian care a fost președinte interimar al Boliviei, între 2019-2020, după demisia guvernului Evo Morales. Ea a fost anterior senator de opoziție din Beni. Politica ei a fost descrisă ca fiind puternic anti-Morales.

## Legături externe
Materiale media legate de Jeanine Áñez la Wikimedia Commons
- Jeanine Añez Chávez